# Eucosmus
Eucosmus is een geslacht van uitgestorven zee-egels uit de orde Arbacioida. De relatie met andere geslachten uit de orde is nog onduidelijk.

## Soorten
- Eucosmus decorata Agassiz, 1847 † Oxfordien, Europa.
- Eucosmus meslei Gauthier, 1875 † Tithonien, Algerije.
- Eucosmus suëssi De Loriol, 1901 † Valanginien, Tsjechië.
- Eucosmus ornata Zitt, 1986 † Valanginien, Tsjechië.